# TTS Trenčín
A TTS Trenčín (Jednota Trenčín)  egy csehszlovák labdarúgócsapat volt Trencsén városából. A klubot 1904-ben alapították, egyszeres szlovák kupagyőztes. A klub 1966-ban szerepelt a Közép-európai kupa döntőjében. A klub 1993-ban megszűnt.

## Története
A klubot 1904-ben alapították Trencsén városában Trencsényi Torna Egyesület néven. A klub 1960-ban jutott fel először a csehszlovák élvonalba, ahonnan ugyan rögtön kiesett, azonban 1962-ben visszajutott és az élvonalbeli bajnokság második helyét szerezte meg a Dukla Praha csapata mögött. A klub 1972-es kieséséig folyamatosan az élvonalban szerepelt; 1966-ban szerepeltek a Közép-európai kupa döntőjében, amit elveszítettek az olasz Fiorentina csapata ellen. A klub 1975-ben ismét feljutott a csehszlovák élvonalba, 1978-ban pedig szlovák kupagyőztes lett. Az 1979–80-as szezonban a klub végleg kiesett a csehszlovák első osztályból, Csehszlovákia felbomlása után pedig egyesült az AS Trenčín csapatával.

## Sikerek
- Csehszlovák labdarúgó-bajnokság
  - Második: 1962–63
  - Harmadik: 1967–68
- Szlovák labdarúgókupa
  - Győztes: 1978
- Közép-európai kupa
  - Második: 1966

## Híres játékosok
- Milan Albrecht
- Pavol Bencz
- Vojtech Masný
- Ivan Bilský
- Ladislav Józsa
- Emil Pažický